# 凹尾扁天竺鯛
凹尾扁天竺鯛（學名：Neamia xenica），為輻鰭魚綱鈎頭魚目天竺鯛科扁天竺鲷屬下的一個種，分布於中西太平洋吉里巴斯基里蒂馬蒂環礁海域，棲息珊瑚礁區，夜間活動，屬肉食性，以浮游生物為食，繁殖期時，雄魚具有口孵習性，卵約7日化成仔魚，由雄魚吐出，具短暫的仔魚飄浮期，生活習性不明。